# Installable File System
Installable File System – część systemu operacyjnego odpowiedzialna za obsługę modułów implementujących różne systemy plików i jednoczesny dostęp do woluminów zapisanych za pomocą różnych systemów plików.